# Consejo Nacional Electoral (Venezuela)
El Consejo Nacional Electoral (CNE) es el órgano rector que ejerce el poder electoral de la República Bolivariana de Venezuela, siendo éste uno de los cinco poderes públicos del Estado establecidos en la Constitución Nacional. Su sede se encuentra en el Centro Simón Bolívar en el centro de la ciudad de Caracas. La norma legal que rige el poder electoral es la Ley Orgánica del Poder Electoral (LOPE) que define su competencia de normar, organizar, dirigir y supervisar las actividades de sus órganos subordinados, así como garantizar el cumplimiento de los principios constitucionales atribuidos al Poder Electoral.

## Historia

### Consejo Supremo Electoral (1936-1997)
El organismo electoral se crea bajo el nombre de Consejo Supremo Electoral en septiembre de 1936, por parte del Congreso de la República de Venezuela, a través de la Ley de Censo Electoral y de Elecciones, que fue promulgada el 11 de septiembre de ese mismo año. Para entonces, el Consejo Supremo Electoral era un tribunal de apelaciones de las decisiones emanadas de las juntas estadales y supervisaba el proceso de elecciones.
En 1946, por disposición constitucional, el CSE organiza las primeras elecciones por voto universal y directo para los cargos del poder público nacional (Presidente de la República y Diputados del Congreso Nacional). Por primera vez, se extendió el derecho al voto a las mujeres, los analfabetas y los mayores de 18 años, instaurando con ello el voto universal. Sin embargo, en 1948 hubo una interrupción de la institucionalidad democrática del país debido a un golpe militar, que duraría alrededor de 10 años. 
El 23 de enero de 1958 finaliza el régimen militar de Marcos Pérez Jiménez y se restablece la institucionalidad democrática y el CSE asumió nuevamente sus funciones de organizar y vigilar todos los procesos electorales. El 20 de junio del ese año fueron nombrados sus integrantes, y el CSE finalmente se instaló el 25 de junio.
El 3 de diciembre de 1989 se realizaron por primeras vez elecciones directas y universales para la elección de Gobernadores y Alcaldes. Este avance en la descentralización democrática del país, implicó un reto importante para la organización y desarrollo de los procesos electorales en Venezuela.

### Consejo Nacional Electoral (1997-1999)
Desde el año 1997, con la entrada en vigencia de la Ley Orgánica del Sufragio y Participación Política, es renombrado como Consejo Nacional Electoral, aunque no contaba con el rango de Instituto Autónomo (organismo del estado sin personalidad jurídica propia)

### Consejo Nacional Electoral - Poder Electoral (1999-2023)
Desde la aprobación por el referéndum de la Constitución de Venezuela de 1999, el Consejo Nacional Electoral es elevado al rango de poder público nacional conjuntamente con los poderes ejecutivo, legislativo, judicial y moral.
A partir de las elecciones presidenciales de Venezuela de 2006 entró en vigencia el Reglamento General de la Ley Orgánica de Procesos Electorales, el cual rebajó la tarea de los observadores electorales de «observación» a «acompañamiento». Entre otras disposiciones, los artículos 484 y 485 impiden a los observadores internacionales hacer declaraciones públicas durante el proceso electoral o publicar sus informes finales, y el artículo 487 le concede la potestad el CNE de revocar las credenciales de observadores sin la necesidad de un procedimiento administrativo.
El 5 de junio de 2020 el TSJ declara la omisión inconstitucional de la Asamblea Nacional y  designa los rectores del Consejo Nacional Electoral violando el artículo 8 de la Ley Orgánica del Poder Electoral, que son juramentados el 13 de junio, siendo asignados a Indira Maira Alfonzo Izaguirre como rectora principal y presidenta del CNE, Rafael Simón Jiménez, como rector principal y vicepresidente del CNE; Tania D’Amelio, como rectora principal; Gladys María Gutiérrez Alvarado, como rectora principal y José Luis Gutiérrez Parra, como rector principal.
El 6 de mayo de 2021 se juramenta la nueva Junta electoral que la Asamblea Nacional instaló por primera vez en 15 años. Los designados como rectores principales son: Pedro Calzadilla, Alexis Corredor, Tania D'Amelio, Enrique Márquez,  y Roberto Picón Hernández. Fue electo como presidente del CNE Pedro Calzadilla el exministro de Cultura del gobierno de Hugo Chávez y exministro de Educación Universitaria del gobierno de Nicolás Naduro, Enrique Márquez fue designado vicepresidente del CNE, además, la Junta Nacional Electoral estará la oficialista Tania D'Amelio, sancionada por Estados Unidos, la única que repite como rectora; esta junta directiva fue rechazado por el líder opositor y presidente de Centro de Gobierno Juan Guaidó. Luego de las Elecciones regionales, Tania D'Amelio se retiró de la junta del CNE en mayo de 2022 por jubilación.
El 14 de junio de 2023 ocurre la renuncia sorpresiva de dos rectores principales Pedro Calzadilla y Alexis Corredor y seis suplentes oficialistas del CNE que venía funcionando con cuatro rectores principales motivado a la vacancia producida por la renuncia en abril de 2022 de Tania Díaz, lo que obligó al Parlamento emitir un boletín que convocará un Comité de Postulaciones para los nuevos nombramientos. Los rectores Roberto Picón y Enrique Márquez, rectores principales considerados de oposición y sus suplentes, no renunciaron a sus cargos para el momento. La renuncia de los dos rectores oficialistas se produce dos semanas después de que la Comisión electoral de primarias de la oposición venezolana manifestara su intención de solicitar la asistencia técnica del CNE para su proceso de primarias. En la voz del diputado Francisco Ameliach en la Asamblea Nacional se discutía que todos los rectores deberían de renunciar, para esto la directiva del CNE se encontraba acéfala durante los meses siguientes, sin embargo la Comisión Nacional de Primarias decidió continuar su programa sin el apoyo técnico del CNE.
La Asamblea Nacional elige Comité de Postulaciones Electorales para elegir rectores del CNE, integrada por los diputados Giuseppe Alessandrello (PSUV/La Guaira), Desirée Santos Amaral (PSUV/Dtto.Capital), José Gregorio Correa (AD/Nacional) y Cilia Flores (PSUV/Dtto. Capital).
Posteriormente el 19 de junio renunció a su cargo como rector principal el Ing de Sistemas Roberto Picón por la presión ejercida por diputados del parlamento. El rector Picón reconoció que las acciones de inscripción de nuevos votantes, las auditorías profundas de la plataforma automatizada, la invitación a la observación internacional no fueron suficientes para garantizar unas elecciones libres y democráticas. El 20 de junio renuncia el rector principal Enrique Márquez, Ingeniero Electricista (LUZ 1988) Profesor Universitario Escuela de Ingeniería Eléctrica de LUZ. Diez de los once rectores que renunciaron al Consejo Nacional Electoral se volvieron a postular en el mes de julio (entre ellos los ocho oficialistas) dentro de los 153 postulantes a rectores, luego de finalizada este 27 de julio la inscripción de candidatos.
El 24 de agosto de 2023 la Asamblea Nacional designa a los cinco nuevos rectores del Consejo Nacional Electoral y a sus diez suplentes. Los rectores principales designados fueron :Elvis Amoroso excontralor de la república nombrado presidente del CNE, Rosalba Gil ocupó el cargo de secretaria de la Asamblea Nacional de mayoría oficialista desde enero de 2021 hasta la fecha. Aime Nogal abogada egresada de la Universidad Central de Venezuela (UCV) con diplomado en Derecho Constitucional, Procesos Electorales, militó en Un Nuevo Tiempo (UNT), uno de los principales partidos de oposición. Carlos Quintero Cuevas es ingeniero de sistemas egresado de la Universidad de Los Andes e ingresó en 1998 al Curso de Oficiales del Ejército de la Fuerza Armada Nacional, sancionado por la OFAC en 2017. Juan Carlos Delpino en 2020 la Sala Constitucional del Tribunal Supremo de Justicia (TSJ) lo designó rector suplente tras la renuncia de un rector del CNE, se le asocia a Acción Democrática, uno de los principales partidos de oposición. Los diez rectores suplentes son Leonel Párica, Gustavo Vizcaíno, Francisco Garcés, Antonieta De Stefano, Tulio Ramírez, Ana Julia Niño, Conrado Pérez, Aura Hernández Moreno, Himab Saab Saab, Fabio Zavarce Padrón.

## Organización

### Consejo Nacional Electoral
El gobierno del Consejo Nacional Electoral se compone de cinco Rectores, cuya elección realiza la Asamblea Nacional por mayoría calificada partiendo de las postulaciones realizadas según se establece en la Constitución Nacional.
- 3 rectores son postulados por la sociedad civil con 6 suplentes, promovidos por las Universidades públicas.
- 1 rector es postulado por los Consejos de las Facultades de Ciencias Jurídicas de las universidades públicas nacionales con dos suplentes.
- 1 rector es postulado postulado por el Poder Ciudadano con dos suplentes.

El Consejo Nacional Electoral se organiza en tres grandes comisiones que son dirigidas por tres rectores (2 principales y 1 suplente) cada una, pudiendo un rector pertenecer hasta dos comisiones:
- Junta Nacional Electoral: encargada del proceso electoral en cuanto a su definición organizativa, administrativa, logística y legal.
- Comisión de Registro Civil y Electoral: encargada del registro civil de Venezuela, así como de la administración, depuración y actualización del registro electoral permanente.
- Comisión de Participación Política y Financiamiento: se encarga de moderar y promover la participación política electoral, así como vigilar el cumplimiento de las normas y leyes relativos al financiamiento de las organizaciones políticas.

### Autoridades del CNE
| Rector Principal                   | Cargo Junta Directiva CNE        | Participación en la Junta Nacional y Comisiones del CNE | Participación en la Junta Nacional y Comisiones del CNE | Participación en la Junta Nacional y Comisiones del CNE |
| ---------------------------------- | -------------------------------- | ------------------------------------------------------- | ------------------------------------------------------- | ------------------------------------------------------- |
| Rector Principal                   | Cargo Junta Directiva CNE        | Junta Nacional Electoral                                | Comisión de Registro Civil y Electoral                  | Comisión de Participación Política y Financiamiento     |
| Elvis Amoroso                      | Rector Principal- Presidente     | Presidente                                              |                                                         |                                                         |
| Carlos Quintero Cuevas             | Rector Principal- Vicepresidente | Miembro                                                 |                                                         |                                                         |
| Rosalba Gil                        | Rector Principal                 |                                                         | Presidenta                                              | Miembro                                                 |
| Conrado Pérez                      | Rector Principal                 |                                                         | Miembro                                                 |                                                         |
| Acme Nogal                         | Rector Principal                 |                                                         |                                                         | Presidenta                                              |
| Fuente: Consejo Nacional Electoral |                                  |                                                         |                                                         |                                                         |

### Oficinas Regionales Electorales
Las oficinas regionales electorales son la representación administrativa del Consejo Nacional Electoral en cada una de las entidades federales de la República. Estas oficinas son administradas por un Director nombrado por el Consejo Nacional Electoral.

### Juntas Electorales
Las juntas electorales se confirman a nivel estatal y municipal. Sus miembros son seleccionados por sorteo entre los ciudadanos registrados en el registro electoral permanente y reportan a la Junta Nacional Electoral. Las juntas electorales se encargan de velar por el adecuado desarrollo del proceso electoral y procesar los resultados de las entidades federales que representan. Adicionalmente las juntas electorales supervisan la composición y trabajo de las mesas electorales.

## Ley Orgánica del poder Electoral
La ley fue presentada el 14 de mayo de 2002 para su discusión en la Asamblea Nacional y publicada el 19 de noviembre de 2002.

## Ley Orgánica de procesos Electorales
La Ley Orgánica de Procesos Electorales es una ley del ordenamiento jurídico de la República Bolivariana de Venezuela que regula los procesos electorales, aprobada el 31 de julio de 2009 por la Asamblea Nacional,

## Irregularidades
El sistema electoral de Venezuela ha sido cuestionado en numerosas ocasiones. En 2005, se alegó que el Tribunal Supremo de Justicia, con mayoría a favor de Chávez, eligió funcionarios al Consejo Nacional Electoral de Venezuela a pesar de que la Constitución de 1999 estipulaba que la Asamblea Nacional realizaría dicha tarea. Esto resultó con el consejo directivo del CNE teniendo una mayoría formada por personas afectas al chavismo. Desde entonces, el gobierno venezolano, controlado por el partido gobernante PSUV, ha manipulado las elecciones, manteniendo el control del CNE, el uso de los medios de comunicación y el gasto gubernamental. Mientras tanto, según el Departamento de Estado de los Estados Unidos, existe un «fraude general pre y post electoral, que incluye irregularidades electorales, interferencia del gobierno y manipulación de votantes» y «los partidos políticos de la oposición han operado en una atmósfera restrictiva caracterizada por intimidación, la amenaza de enjuiciamiento o sanción administrativa por cargos cuestionables y acceso restringido a los medios». Los observadores internacionales han tenido dificultades para monitorear las elecciones.
El 12 de junio de 2020 el Tribunal Supremo de Justicia designó los rectores del CNE, tras la polémica sentencia de omisión legislativa del Parlamento de mayoría opositora quien tiene la protesta de acuerdo a la Constitución de Venezuela de escoger los directivos del ente electoral, acordado entre el gobierno de Nicolás Maduro y el gobierno interino de Juan Guaidó.La decisión del TSJ ha sido criticada por la oposición y por observadores internacionales, ya que viola la separación de poderes y socava la democracia en el país. Además, se suma a una serie de acciones tomadas por el gobierno de Maduro que han sido vistas como intentos de consolidar su control sobre el aparato estatal venezolano y reprimir a la oposición.
Si bien la Constitución de la República Bolivariana de Venezuela autoriza al Tribunal Supremo de Justicia a nombrar a los integrantes del Órgano electoral cuando en la Asamblea Nacional no se alcance un porcentaje mínimo de los diputados, más allá de la conformación del organismo electoral, la misma organización del acto electoral y la conformación de las mesas electorales en los centros de votación asegura la invulnerabilidad del voto pues éstas se conforman con miembros de la comunidad elegidos al azar, testigos y representantes de los partidos políticos. Por su parte, el acto electoral es totalmente electrónico con los siguientes pasos: 
- 1. El elector habilita el voto mediante su huella dactilar lo cual garantiza un elector, un voto.
- 2. El votante hace su selección en la pantalla táctil del equipo.
- 3. La máquina de votación imprime un comprobante y el elector lo verifica e introduce en la urna.
- 4. Al cierre del acto electoral se totalizan, transmiten los resultados por cada urna y se imprimen las actas correspondientes.
- 5. Se auditan el 90% de las urnas con presencia de la comunidad.
- 6. Se entregan copias de actas a los representantes de los partidos políticos presentes quienes los transmiten a sus propios centros de cómputo.
- Como se observa, tanto los votantes como las organizaciones políticas participantes pueden verificar la voluntad del elector en varias oportunidades del acto electoral, lo cual hace difícilmente vulnerables los resultados electorales.[32][33]

### Intervención del Tribunal Supremo de Justicia en el 2020
El 5 de junio de 2020 el Tribunal Supremo de Justicia de Venezuela (TSJ), declara la omisión constitucional de la Asamblea Nacional y se faculta para designar los rectores del Consejo Nacional Electoral. El 11 de junio de 2020, la IV legislatura de la Asamblea Nacional no reconoce la decisión del TSJ y decidió continuar con el proceso de postulación de candidatos para rectores del CNE que fue paralizada durante los meses de la pandemia por el coronavirus.
A pesar de que no existe precedente o sustento legal en la Constitución venezolana para la intervención del TSJ, el 13 de junio de 2020 designa los nuevos rectores del poder electoral basándose en la sentencia que declaró la omisión del poder legislativo.

### Smartmatic y la elección de la Constituyente
Smartmatic, la empresa encargada de proveer el sistema de voto electrónico en Venezuela, hizo una denuncia pública en la que señaló que hubo "manipulación del dato de participación" durante las elecciones a la Asamblea Constituyente en el país. Esta denuncia fue presentada en una conferencia de prensa en Londres por el director ejecutivo de la empresa, Antonio Mugica, quien destacó que había una discrepancia de al menos un millón de votos entre las cifras oficiales y las registradas por su sistema en agosto de 2017. El Consejo Nacional Electoral (CNE) de Venezuela, por su parte, rechazó estas acusaciones, defendiendo la cifra oficial de participación del 41,53%, que equivaldría a 8 millones de votantes. La presidenta del CNE, Tibisay Lucena, tachó las declaraciones de Mugica de ser "irresponsables" y "sin fundamento".
Es relevante señalar que Smartmatic ha sido el proveedor de la tecnología de votación en Venezuela desde 2004. Sin embargo, la firma destacó que, a diferencia de otras elecciones, en esta ocasión (2017) no hubo presencia de auditores de la oposición, quienes son considerados esenciales como testigos del proceso. La ausencia de estos auditores fue debido a que la oposición decidió no participar en estas elecciones. Ante la situación, diversos países manifestaron que no reconocerían el resultado de los comicios. La oposición venezolana, previamente, había estimado una participación del 12,4% del padrón electoral, lo que se traduciría en unos 2,4 millones de votantes.
Luego de la denuncia de Smartmatic, el líder opositor Julio Borges afirmó que las declaraciones de la empresa confirmaban las denuncias previas de la oposición y describió la situación como un "terremoto a nivel mundial". Por otro lado, Antonio Mugica sostuvo que Smartmatic tenía pruebas irrefutables sobre la manipulación de los datos de participación.A pesar de las contribuciones significativas de Smartmatic en diversas elecciones en Venezuela y en otros países, la empresa no ha estado exenta de controversias. En el pasado, fue acusada de tener vínculos con el fallecido presidente venezolano Hugo Chávez. No obstante, con su crecimiento internacional, la firma parece haber priorizado su credibilidad y reputación por encima de cualquier relación anterior con el gobierno venezolano.

### Exclé C.A
Excle inició actividades en Venezuela en 2004, en 2007 llevó adelante el proyecto de transferencia tecnológica y la sala de digitalización para el CNE. En 2012 implementó el sistema para validación de identidad de las elecciones presidenciales de 2012, en 2017 participó con la creación del carnet de la patria por utilizar Técnicas de Biometría como un requisito necesario para acceder a determinados beneficios con el fin de regular el acceso a alimentos y artículos de primera necesidad. La empresa ExClé. CA filial de la empresa Ex-Clé. SA de Argentina fue contratada luego del retiro de Smartmatic después de las elecciones de la Asamblea constituyente en agosto de 2017, fue contratada por el Dr. Rafael Simón Jiménez, quien fue rector del CNE, para adquirir las máquinas de votación desde China en el año 2020 apoyado por Jorge Rodríguez actual presidente de la Asamblea Nacional. Exclé C.A. fue sancionada por la Oficina de Control de Activos Extranjeros (OFAC) del departamento de estado de Estados Unidos en fecha 18 de diciembre de 2020 luego de las Elecciones parlamentarias de Venezuela de 2020. 

### Elecciones parlamentarias en Venezuela
El 6 de diciembre de 2020 se llevó a cabo las elecciones parlamentarias. Estas elecciones, convocadas por el gobierno de Nicolás Maduro y ampliamente boicoteadas por la oposición, han suscitado preocupación y controversia en cuanto a su legitimidad.Maduro, que tiene control sobre el sistema judicial y los órganos electorales del país, estuvo determinado a retomar la Asamblea Nacional pese a las preocupaciones y falta de transparencia tanto dentro como fuera de Venezuela. Después de realizadas las elecciones el oficialismo obtuvo 256 de 277 diputados a elegir lo cual debilitaría a la oposición, liderada por Juan Guaidó. Guaidó, reconocido por muchos como el presidente interino de Venezuela (2019-2023), vio su mandato como diputado finalizado oficialmente el 4 de enero de 2021.
Varios eventos han resaltado las preocupaciones sobre la legitimidad del proceso electoral. Por ejemplo, un nuevo Consejo Nacional Electoral fue elegido sin la aprobación de la Asamblea Nacional. Además, ha habido intervenciones judiciales en los partidos políticos y un aumento ilegal en el número de parlamentarios (pasando de 167 a 277).El resultado de estas elecciones y cómo son percibidas internacionalmente podría tener importantes consecuencias para la política venezolana y las relaciones internacionales en los próximos años. Algunos países, como Brasil y miembros del Grupo de Lima, ya han indicado que no reconocerán los resultados si se consideran fraudulentos. Por otro lado, la posición de Guaidó y su reconocimiento internacional también podrían verse afectados dependiendo del resultado y la percepción de estas elecciones.

### Elecciones presidenciales de 2024
El organismo ha sido fuertemente criticado —tanto en el interior de Venezuela como internacionalmente— por dar a conocer solamente los resultados globales de las elecciones sin desglosar la votación por mesas y por su negativa a publicar las actas oficiales, mesa por mesa. El 29 de julio de 2024, el CNE informó que el presidente Nicolás Maduro, candidato a la reelección, habría obtenido 5 150 092, mientras que por el opositor Edmundo González Urrutia habrían votado 4 445 978 de electores y el conjunto de los demás candidatos habrían recibido 462 704 votos. Estas cifras de votación (ajustadas con 5 decimales) arrojan un porcentaje de exactamente 51,20000%, 44,20000% y 4,60000%, respectivamente, lo que se interpreta como un indicio de fraude, debido a que la probabilidad de esta coincidencia de cifras porcentuales con exactamente cuatro ceros es de una en 100 millones. El exalcalde Juan Barreto Cipriani cuestionó el segundo boletín emitido este viernes 2 de agosto por el Consejo Nacional Electoral, pidió las actas de mesa por mesa, criticó es un segundo boletín sin auditoría ciudadana. El 5 de agosto denunciaron que lleva ocho días el CNE escondiendo las actas que ya todo el país conoce, así lo expresó Andrés Velásquez, Venezuela está sumida en una crisis política por el «zarpazo dado a los resultados por Maduro y la cúpula militar antidemocrática».

## Plan República
El Plan República es un despliegue militar realizado durante todos los procesos electorales cuyo propósito principal es el resguardo del orden y de la seguridad durante los comicios en Venezuela. Entre otras funciones del Plan República se encuentran la entrega del material electoral durante la instalación de los centros de votación, el resguardo de los mismos, asistencia a votantes de tercera edad, embarazadas o con alguna discapacidad, facilitación del ingreso de los técnicos, testigos, observadores nacionales y acompañantes internacionales debidamente acreditados, retiro del material de contingencia en caso de ser necesario, entrega de actas e instrumentos electorales a la Junta Nacional Electoral y Oficina Regional Electoral correspondiente y resguardo del traslado del material electoral a los almacenes del CNE.